# Pelocetidae
Pelocetidae — вимерла родина вусатих китів. Існував у міоцені в Північній Америці, Європі, Австралії та Японії.